# Efterarv
Efterarv är en arvsordning enligt ärvdabalken som antyder på att efterarvinge som till exempel barn ärver när båda föräldrarna har avlidit. Efterarv är ett juridiskt begrepp som anser en person berättigad arv av den avlidne personen men måste vänta på att den avlidnes maka/make dessutom har avlidit innan de kan ärva arvet. Vanligtvis har efterarvingarna gemensamma bröstarvingar men kan även vara syskon eller förälder till den avlidne. Den avlidnes maka/make har fri förfoganderätt till arvet men till vissa undantag som att de inte får testamentera bort eller ge bort stora delar av arvet utan efterarvingarnas godkännande. Efterarvingarna ska ha rätt till en kvotdel av arvet som vanligtvis är på 50 procent av arvet 
Lagen om att maken/makan ärver först kommer från ärvdabalken 1§ 1 Kap: Arv kan tagas endast av den som lever vid arvlåtarens död; dock må barn, som är avlat dessförinnan, taga arv, om det sedermera födes med liv. Är fråga om rätt till del i boet efter arvlåtarens efterlevande make, skall hänsyn tagas till tiden för makens död. 
Arvtagaren kan neka arvet både när arvlåtaren är vid liv och efter att arvlåtaren har avlidit vid vissa tillfällen, som exempel ifall de skulderna från den avlidne är större än tillgångarna på arvet. 